# Астерусійські гори
Астеру́сія або Ко́фінас (Κόφινας) — низькі гори в Греції на Криті на південь від рівнини Месара на узбережжі Лівійського моря, на схід від села Мата в периферійній одиниці Іракліон. Найвищий пік має висоту 1231 м та називається Кофінас.
Гори входять в мережу «Натура 2000», як екологічно і археологічно значущі. В горах можна зустріти ягнятника (Gypaetus barbatus), білоголового сипа (Gyps fulvus), беркута (Aquila chrysaetos), яструбиного орла (Aquila fasciata), сапсана (Falco peregrinus) влітку — чеглока Елеонори (Falco eleonorae).